# スクリプチャー・ユニオン
スクリプチャー・ユニオン(英語: Scripture Union、略称SU)は、キリスト教プロテスタント福音主義運動の国際的、超教派団体。イギリスの青年ジョサイア・スパイアーズが1867年に創設した児童特別伝道協会（Children's Special Service Mission：CSSM）が前身となっている。日本の聖書同盟とは協力関係にある。現在では140カ国以上で活動を行なっている。
『ディリー・ノート』という聖書日課を発行している。日本の協力組織である聖書同盟もそれにならって『みことばの光』を発行している。

## 歴史
1867年、イギリスの首都ロンドンでジョサイア・スパイアーズが児童特別伝道協会（Children's Special Service Mission：CSSM）を創設。翌年の8月、彼がウェールズ北部の海岸に書いた" God is Love"（神は愛です）という字を周りにいた子どもたちが飾り、海岸礼拝を行ったというエピソードをきっかけとしてイギリス全体で海岸伝道が行われた。
活動から10年ほど経った頃、ケズィックの教会学校で教師をしていたアニー・マーストンがCSSMに対して「聖書通読表」を作成するように要請。当初は認められなかったが彼女の熱心な要求によってCSSM理事会が「スクリプチャー・ユニオン」の結成と「通読カード」の作成を認めた。1879年に最初のカードが6千枚配布され、8年後にはイギリスだけで32万枚以上が配布された。た
1892年には、ケンブリッジ大学の学生2人がクリスチャン・キャンプを考案した。
1914年から4年間続いた第一次世界大戦ではイギリス軍の兵士向けにブックレットを作成。1923年の『デイリー・ノート』創刊につながった。